# نایب‌لی (بردع)
نایب‌لی (به لاتین: Naibly) یک منطقه مسکونی در جمهوری آذربایجان است که در شهرستان بردع واقع شده است.